# Jarmolynci
Jarmolynci (ukrajinsky Ярмолинці, rusky Ярмолинцы – Jarmolincy, počeštěně Jarmolince) jsou sídlo městského typu v Chmelnycké oblasti na Ukrajině. K roku 2012 v nich žilo bezmála osm tisíc obyvatel.

## Poloha a doprava
Jarmolynce leží přibližně třicet kilometrů jihozápadně od Chmelnyckého, správního střediska oblasti. Západní částí obce prochází železniční trať z Hrečan do Kelmenců, na které je zde stanice.

## Dějiny
První písemná zmínka je z roku 1407. V roce 1456 obdržely Jarmolynci magdeburské právo. Do roku 1793 bylo město součástí Podolského vojvodství v Polsko-litevské unii, po dělení Polska se stalo součástí Ruského impéria a od roku 1918 bylo součástí Ukrajinské sovětské socialistické republiky. Od roku 1923 bylo město sídlem vlastního rajónu.
Na počátku druhé světové války zde byla krátce internována Východní skupina československé armády, pobývali zde například Ludvík Svoboda, František Vavřínek, Jaroslav Lonek a Josef Bláha.
Od roku 1958 mají Jarmolynci status sídla městského typu.